# Rhapsa lilacina
Rhapsa lilacina là một loài bướm đêm trong họ Noctuidae.